# Venenosaurus
Venenosaurus is een relatief klein plantenetend sauropode geslacht van de dinosauriërfamilie Brachiosauridae (orde Saurischia, onderorde Sauropodomorpha, klade Neosauropoda, klade Titanosauriformes). De enige benoemde soort is Venenosaurus dicrocei Tidwell et al. 2001 uit het Barremien (Onder-Krijt) van de Dalton Wells Dinosaur Quarry in de Amerikaanse staat Utah (Cedar Mountain Formation). 

## Vondst en naamgeving
Venenosaurus werd in 1998 in Tony's Bonebed ontdekt door Anthony DiCroce, een vrijwilliger verbonden aan het Denver Museum of Nature and Science, in Grand County, Utah. De typesoort Venenosaurus dicrocei werd in 2001 door Virginia Tidwell, Kenneth Carpenter en Suzanne Meyer benoemd en beschreven. De geslachtsnaam verwijst naar de herkomst uit de afzetting van de Poison Strip Sandstone Member; venenum betekent "vergift" in het Latijn. De soortaanduiding eert DiCroce als ontdekker.
Men vond in de Middle Cedar Mountain Formation twee onvolledige skeletten van een volwassen en van een jong dier. Het holotype DMNH 40932 bevindt zich in het Denver Museum of Nature and Science. Het is het grotere exemplaar en bestaat uit negen staartwervels, het linkerschouderblad, het rechterspaakbeen, de linkerellepijp, vijf middenhandsbeentjes, vier vingerkootjes van de hand, rechterschaambeen, linker- en rechterzitbeen, het sprongbeen, drie middenvoetsbeenderen, chevrons (een serie langwerpige, horizontaal geplaatste beenderen aan de onderkant van de staartwervels) en ribben. In 2005 werd een kleiner juveniel exemplaar toegewezen, specimen DMNH 40930 omvattende het tweede en derde rechtermiddenhandsbeen, het tweede, vierde en vijfde linkermiddenhandsbeen, de rechterellepijp, een ribkop, een stuk wervellichaam uit de nek en centra van staartwervels.

## Beschrijving
Venenosaurus is een relatief kleine brachiosauride die circa tien meter lang werd en tot acht ton woog. De ellepijp van het holotype heeft een lengte van 765 millimeter, wat duidt op vrij lange voorpoten, iets wat bevestigd wordt door de vrij langgerekte onderarm en middenhand. In de suborde Sauropoda heeft Venenosaurus de meeste gelijkenis met tijd- en habitatgenoot Cedarosaurus.
Venenosaurus onderscheidt zich door voorste staartwervels met een licht bol voorste gewrichtsfacet en middelste staartwervels met doornuitsteeksels die schuin naar voren hellen.
Verder kan van de voorste staartwervels gezegd worden dat ze relatief kort zijn en matig diepe uithollingen op de zijkanten hebben. Dit zijn overigens geen pleurocoelen, holten met pneumatische openingen.

## Fylogenie
Venenosaurus werd in 2001 in de Titanosauriformes geplaatst. Men twijfelde toen of hij tot de Brachiosauridae of de Titanosauria behoorde. In 2012 had een kladistische analyse van Michael D. D'emic tot uitkomst dat het een lid was van de Brachiosauridae:
|  | Brachiosaurus                                                                               |
|  |                                                                                             |
|  | \| \| Abydosaurus \| \| \| \| \| \| Cedarosaurus \| \| \| \| \| \| Venenosaurus \| \| \| \| |
|  |                                                                                             |
|  | Abydosaurus                                                                                 |
|  |                                                                                             |
|  | Cedarosaurus                                                                                |
|  |                                                                                             |
|  | Venenosaurus                                                                                |
|  |                                                                                             |

|  | Abydosaurus  |
|  |              |
|  | Cedarosaurus |
|  |              |
|  | Venenosaurus |
|  |              |

|  | Brachiosaurus                                                                               |
|  |                                                                                             |
|  | \| \| Abydosaurus \| \| \| \| \| \| Cedarosaurus \| \| \| \| \| \| Venenosaurus \| \| \| \| |
|  |                                                                                             |
|  | Abydosaurus                                                                                 |
|  |                                                                                             |
|  | Cedarosaurus                                                                                |
|  |                                                                                             |
|  | Venenosaurus                                                                                |
|  |                                                                                             |

|  | Abydosaurus  |
|  |              |
|  | Cedarosaurus |
|  |              |
|  | Venenosaurus |
|  |              |

|  | Brachiosaurus                                                                               |
|  |                                                                                             |
|  | \| \| Abydosaurus \| \| \| \| \| \| Cedarosaurus \| \| \| \| \| \| Venenosaurus \| \| \| \| |
|  |                                                                                             |
|  | Abydosaurus                                                                                 |
|  |                                                                                             |
|  | Cedarosaurus                                                                                |
|  |                                                                                             |
|  | Venenosaurus                                                                                |
|  |                                                                                             |

|  | Abydosaurus  |
|  |              |
|  | Cedarosaurus |
|  |              |
|  | Venenosaurus |
|  |              |

|  | Brachiosaurus                                                                               |
|  |                                                                                             |
|  | \| \| Abydosaurus \| \| \| \| \| \| Cedarosaurus \| \| \| \| \| \| Venenosaurus \| \| \| \| |
|  |                                                                                             |
|  | Abydosaurus                                                                                 |
|  |                                                                                             |
|  | Cedarosaurus                                                                                |
|  |                                                                                             |
|  | Venenosaurus                                                                                |
|  |                                                                                             |

|  | Abydosaurus  |
|  |              |
|  | Cedarosaurus |
|  |              |
|  | Venenosaurus |
|  |              |

## Levenswijze

### Groei
Het jonge exemplaar had ongeveer 40% van het gewicht van het oudere dier; de ellepijp is 427 millimeter lang. Het voorkomen van een volwassen en van een jonge sauropode in één en hetzelfde bonebed geeft de mogelijkheid om ontogenetische variatie te bestuderen, waarvan wat betreft Sauropoda weinig bekend is, en waardoor specimina foutief geïdentificeerd kunnen worden. Bij zowel het volwassen als bij het jonge dier bleven onder meer meerdere staartwervels, de linkerellepijp en vier middenhandsbeenderen bewaard. De overeenkomst in algemene morfologie tussen beide dieren wijst erop dat zij tot dezelfde soort behoren (verschillende overeenkomsten in de ellepijp en in de middenhandsbeenderen), terwijl kleine verschillen tussen het volwassen en het jonge dier mogelijke ontogenetische kenmerken benadrukken. Zo wordt het grotere dier als volwassen beschouwd, alhoewel het waarschijnlijk niet oud was; bij de rib is zichtbaar dat de pneumatisering maar net begon in de vorm van een foramen en niet tot een interne holte geleid had. Tegenover dit grotere dier vertoont het jonge dier aanzienlijke morfologische verschillen die als ouderdomsgerelateerde kenmerken beschouwd worden. Zo is bij de ellepijp de processus olecrani veel kleiner, zijn de gewrichtsvlakken minder verruwd en zijn op de achterkant van de middenhandsbeenderen de aanhechtingspunten voor pezen en kapsels nog niet uitgegroeid. De proporties bleven echter gelijk zodat de groei als isometrisch in plaats van allometrisch kan worden gekenschetst.